# Orthosia obsoleta
Orthosia obsoleta là một loài bướm đêm trong họ Noctuidae.